# Tepuy Wei-Assipu
Le tepuy Wei-Assipu est un des tepuys situé au Guyana, non loin de la frontière avec l'État du Roraima au Brésil et avec l'État de Bolívar au Venezuela.